# Stalag XVIII C (317)
STALAG XVIII C (317) – jeden z dwóch dużych obozów jenieckich niemieckiego XVIII okręgu wojskowego w czasie II wojny światowej, znajdował się od 1941 roku w Reinsbach koło St. Johann im Pongau (w czasach hitlerowskich Markt Pongau). Zmarło tam 4 tysiące jeńców, głównie radzieckich.

## Historia
Obóz jeniecki znajdował się w pobliżu obecnej drogi krajowej. Jak wynika z dokumentu z marca 1941 roku, obóz był planowany dla 8 tysięcy, maksymalnie do 10 tysięcy ludzi. Prawdopodobnie pierwsi więźniowie przybyli do St. Johann w sierpniu 1940 roku. Byli to Francuzi, którzy zostali skierowani do pracy w gminie i u rolników. Obóz był prowadzony do września 1944 roku przez Wehrmacht, a SS nadzorowała transporty koleją.
Obiekt został podzielony na obóz północny („obóz rosyjski”, od Bahnhofstraße do Schörgbrücke) i południowy („obóz francuski”, do dzisiejszego toru żużlowego). W placówce obowiązywały dwa systemy: jeńcy wojenni mocarstw zachodnich, na przykład Francuzi, byli traktowani zgodnie z konwencją genewską, natomiast umieszczeni w północnym obozie radzieccy jeńcy wojenni wegetowali w znacznie gorszych warunkach. Początkowo umierało dziennie 40 osób. Od roku 1941 w obozie znajdowało się w jednym czasie do 30 tysięcy więźniów. Wielu z nich zmarło z wycieńczenia, z powodu epidemii, głodu lub zostało straconych. Wzrost zapotrzebowania na siłę roboczą w Rzeszy Niemieckiej w latach 1943/1944 doprowadził później do intensywniejszej pracy przymusowej, ale też lepszego odżywiania więźniów.
Więźniowie pochodzili z dziewięciu krajów. O ile radzieccy jeńcy wojenni stanowili tylko około jednej czwartej do jednej trzeciej ogólnej liczby jeńców wojennych, to ofiary śmiertelne znajdowały się niemal wyłącznie wśród nich. Jeńcy wojenni innych narodowości na ogół przeżywali obóz. Do końca wojny zginęło tam około 4 tysięcy jeńców radzieckich. Miejsca na miejscowym cmentarzu nie wystarczało wkrótce na pochówek własnych poległych i jeńców. Dlatego w pobliżu obozu został wykopany masowy grób.
Z dokumentów wynika, że na budowę obozu zarezerwowano teren o wielkości ośmiu hektarów. Narodowosocjalistyczny burmistrz Hans Kappacher nie oponował wobec budowy. Kappacher został ponownie wybrany na burmistrza St. Johann w 1949 roku jako kandydat Austriackiej Partii Ludowej (ÖVP). Dziś ulica nosi jego imię, a on sam jest honorowym obywatelem St. Johann.

## Kierownictwo obozu
Kierownictwo obozu:
- Komendant obozu: pułkownik Ried, którego zastąpił później pułkownik Behrens (Ried został przeniesiony do oflagu VII B w Eichstätt), którego zastąpił pułkownik Kadelke
- Zastępca komendanta obozu: major Trieschmann
- Oficer Abwehry: kapitan Storch
- Lekarz: ordynator dr Gebhard
- Opiekun: specjalista Drohla
- Oficer łącznikowy Najwyższego Dowództwa Wojskowego: kapitan Schaefer
- Szef dla jeńców wojennych (szef KGW) Gottlob Berger

## Stan obecny

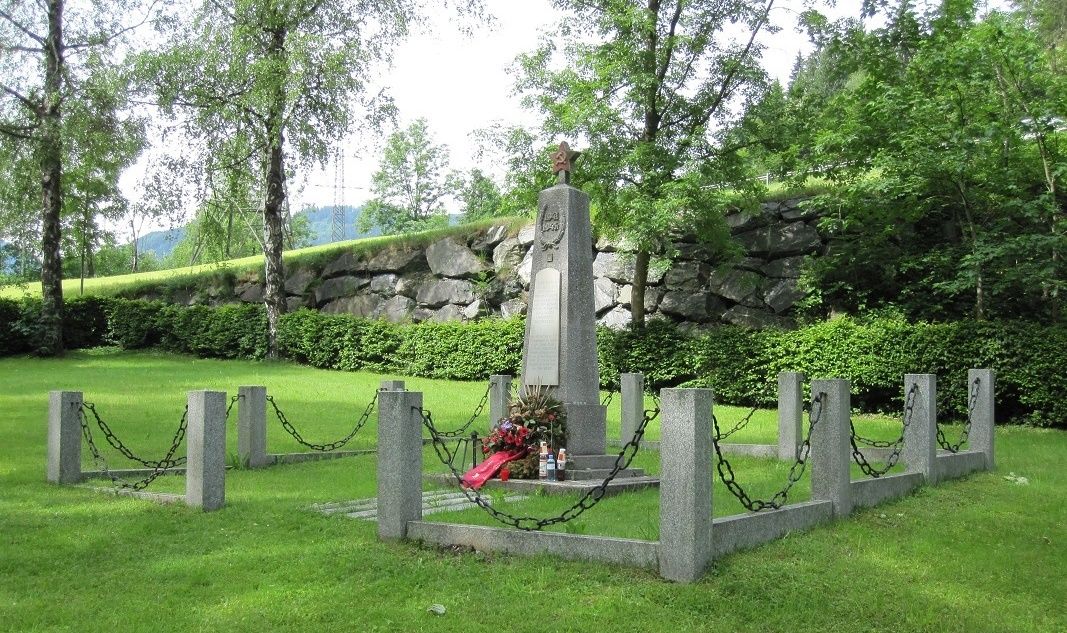
Rosyjski pomnik chwały

Współcześnie nie widać już żadnych pozostałości murów obozu. Przypomina o nim jedynie zadbany teren zielony z pomnikami na cześć więźniów stanowiący rosyjski cmentarz. Cmentarz znajduje się na wschód od Pinzgauer Bundesstrasse B311 oraz na zachód od Industriestraße i torów kolejowych. Salzburger Straße B163 prowadzi przez most nad Salzach. Graniczy ona z dawnym obszarem obozu od południa.
W St. Johann, na rosyjskim cmentarzu, spoczywa około 4 tysięcy żołnierzy z ZSRR (3709), Jugosławii (51) i Francji (15) (pochowanych w masowych grobach lub gdzie indziej, ewentualnie skremowanych). Cmentarz jest utrzymywany przez Austriacki Czarny Krzyż. Od sierpnia 2009 roku istnieje dojazd do niego od strony Pinzgauer Straße.
Pamiątkowa kolumna znajduje się w pobliżu starostwa, blisko basenu leśnego. Coroczne obchody pamięci odbywają się pod koniec czerwca na rosyjskim cmentarzu. Pisarze z St. Johann (np. O.P. Zier) również podejmują ten temat. Kolumna pamiątkowa znajduje się na miejscowym cmentarzu w St. Johann.